# Cró!
Cró! är ett galicisk instrumentalrockband från Vigo som bildades 2007. Bandet är bestående av Cibrán Rey (trummor, kör), David Santos (bas, kör), Rubén Abad (gitarr, sång) e Xabier Núñez (keyboard, sång), tillsammans med Borja Bernárdez vilket ger realtidsvisualer till sina konserter. Cró! är en del av den musikalisk kollektivet La Metamovida, som samlar grupper från städerna Pontevedra och Vigo.

## Diskografi

### Album
- 2009 – Cró! (självredigerad)
- 2011 – Dime que quedó grabado! (självredigerad)
- 2012 – ONKALO (Metamovida)
- 2014 – PERA (Metamovida)
- 2016 – Mounstros (Metamovida/Nooirax/La Choza de Doe)